# Tháp nghiêng Toruń

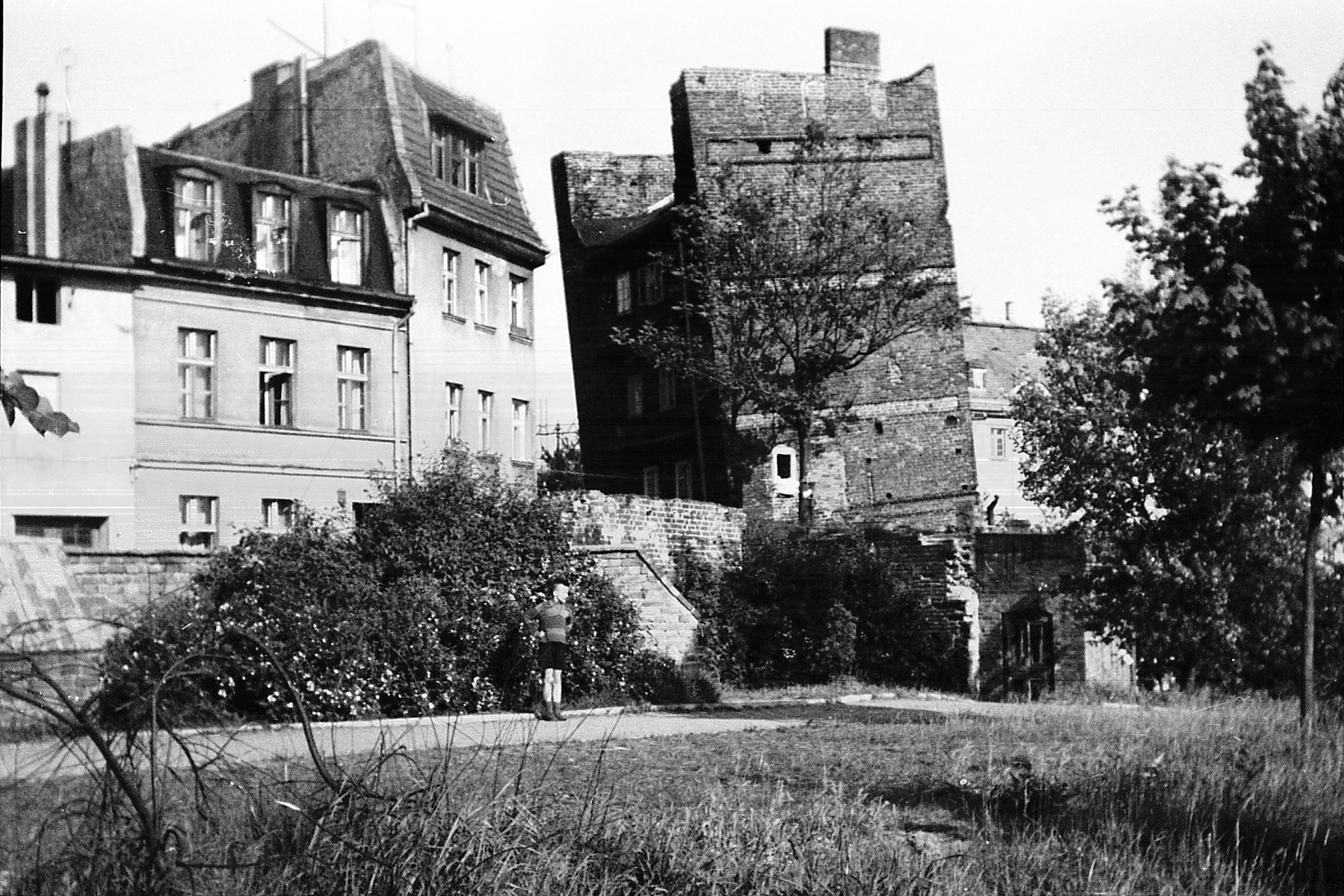
Tháp nghiêng Toruń năm 1961

Tháp nghiêng Toruń là một tòa tháp thời trung cổ ở Toruń, Ba Lan. Nó được gọi là một tháp nghiêng vì đỉnh tháp bị dịch chuyển 1,5 mét (4 ft 11 in)     so với nơi sẽ là nếu tòa tháp hoàn toàn thẳng đứng. Nằm trên phố Pod Krzywą Wieżą, đây là một trong những địa danh quan trọng nhất trong Phố cổ của Toruń.

## Lịch sử
Tháp nghiêng Toruń được xây dựng vào thế kỷ 13 để bảo vệ thị trấn. Nó được xây bằng gạch đỏ. Nó bắt đầu nghiêng vì nó được xây dựng trên mặt đất kỳ quái. Vào thế kỷ 18, nó đã không còn được sử dụng cho mục đích phòng thủ. Tòa tháp sau đó được chuyển thành nhà tù của phụ nữ. Vào thế kỷ 19, nó là địa điểm của một cửa hàng thợ rèn và một căn hộ cho một tay súng. Vào thời điểm này, mái nhà có mái vòm kiểu gothic đã được thay thế bằng mái dốc. Một cửa hàng lưu niệm và một quán cà phê từng ở trong tòa tháp vào những năm 1970 và 80, và bây giờ nó là trụ sở của Sở Văn hóa Toruń và một quán cà phê, Krzywa Caffe.

## Huyền thoại
Một số truyền thuyết được liên kết với Tháp nghiêng Toruń, được thuật lại bởi hướng dẫn viên du lịch:
- Tội lỗi của Hiệp sĩ Teutonic: Trong tòa tháp, có 12 hiệp sĩ của Hội Hiệp sĩ Teutonic, những người bị cấm gặp gỡ với phụ nữ. Tuy nhiên, một tu sĩ đã yêu con gái của một thương nhân giàu có và gặp cô ta trong bí mật, do đó phá vỡ sự cai trị của Tu viện. Người dân trong thị trấn đã phát hiện ra điều này và báo cáo cho chỉ huy và chính quyền thành phố. Cả hai người đều bị phạt, người phụ nữ bị kết án 25 roi, và hiệp sĩ được lệnh xây dựng một tòa tháp. Tuy nhiên, tòa tháp phải bị nghiêng, giống như cách hành xử của ông đã đi lệch khỏi quy tắc của tu viện. Cho đến ngày nay, truyền thuyết kể rằng những người đã phạm tội không thể giữ thăng bằng dưới tháp.[3]
- Nguồn gốc tên của thành phố: Theo một truyền thuyết khác, tòa tháp là một người bạn của dòng sông Wisła, và thích nghe những câu chuyện thú vị được kể bởi dòng sông. Theo thời gian, dòng sông bắt đầu tiến gần hơn đến tòa tháp và làm xói mòn các bức tường của nó, và tòa tháp bắt đầu nghiêng. Tòa tháp đã cầu xin dòng sông không chảy quá gần nó, bởi vì nó có thể rơi xuống, nhưng dòng sông nói, "Vậy thì, rơi xuống, sau đó!". Tiếng khóc của dòng sông được nghe bởi những kẻ lang thang, những người tự hỏi đâu là thành phố có những bức tường cao mà họ có thể nhìn thấy trên đường chân trời, và họ gọi thành phố là Toruń (có nghĩa là "Vì vậy, hãy ngã xuống!", Trong tiếng Ba Lan).[4][5]